# جيم كولينز (لاعب هوكي جليد)
جيم كولينز هو لاعب هوكي جليد كندي، ولد في 13 أغسطس 1951 في تومبسون في كندا.

## وصلات خارجية
- جيم كولينز على موقع EliteProspects.com (الإنجليزية)
- جيم كولينز على موقع HockeyDB.com (الإنجليزية)